# إريك بولسون
إريك بولسون (بالإنجليزية: Erik Paulson)‏ هو لاعب كاراتيه أمريكي، ولد في 1966 في مينيسوتا في الولايات المتحدة.

## وصلات خارجية
- إريك بولسون على موقع شيردوغ (الإنجليزية)
- إريك بولسون على موقع IMDb (الإنجليزية)